# Pożar w więzieniu w Comayagua
Pożar więzienia w Comayagua – pożar, który wybuchł 14 lutego 2012 w zakładzie karnym w honduraskim mieście Comayagua. W jego wyniku zginęło 360 osób. Był to najtragiczniejszy w historii pożar więzienia i zarazem jeden z najgroźniejszych pożarów w Ameryce Łacińskiej w ciągu ostatnich kilkudziesięciu lat.
Przyczyną pożaru było najprawdopodobniej zwarcie w instalacji elektrycznej lub celowe podpalenie przez grupę osadzonych. Gdy wybuchł pożar w zakładzie znajdowało się 852 osadzonych, którzy nie zostali uwolnieni z cel.